# مذكرة تفاهم حول الثدييات المائية في غرب إفريقيا
مذكرة التفاهم بشأن الحفاظ على خروف البحر والحيتانيات الصغيرة في غرب أفريقيا وماكارونيسيا هي مذكرة تفاهم بيئية متعددة الأطراف ودخلت حيز التنفيذ في 3 أكتوبر 2008 تحت رعاية اتفاقية بون (اتفاقية الأنواع المهاجرة من الحيوانات البرية؛ CMS). وتشمل مذكرة التفاهم 29 دولة نطاق (أنجولا، بنين، بوركينا فاسو، الكاميرون، الرأس الأخضر، تشاد، الكونغو، كوت ديفوار، جمهورية الكونغو الديمقراطية، غينيا الاستوائية، الجابون، غامبيا، غانا، غينيا، غينيا بيساو، ليبيريا، مالي، موريتانيا، المغرب، ناميبيا، النيجر، نيجيريا، البرتغال (ماديرا والأزور)، ساو تومي وبرينسيبي، السنغال، سييرا. ليون وجنوب أفريقيا وإسبانيا (جزر الكناري) وتوغو). وبحلول أغسطس 2012، وقعت 17 دولة على مذكرة التفاهم، فضلاً عن عدد من المنظمات المتعاونة.

## تطوير مذكرة التفاهم

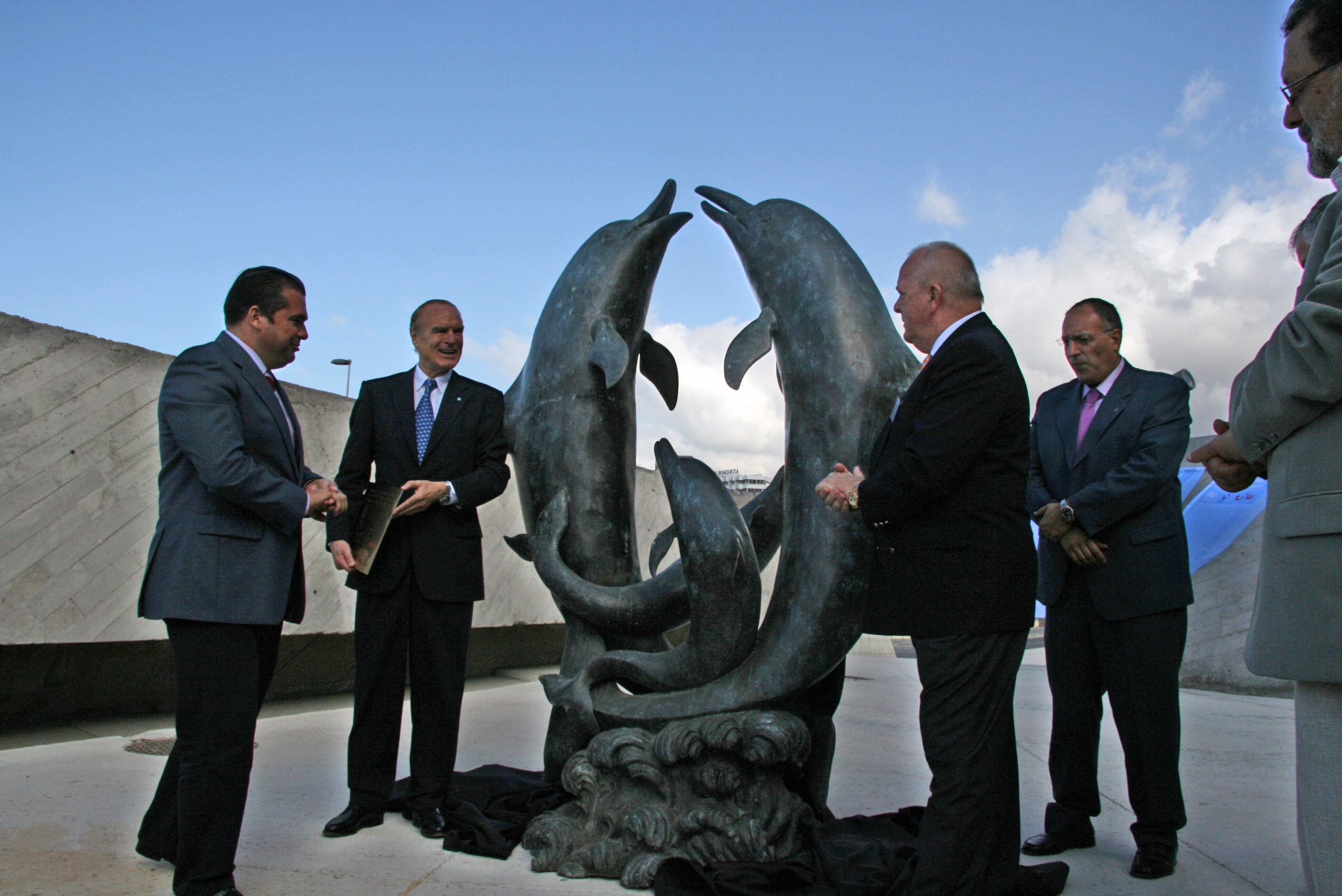
اجتماع المراقبة الأول، أديجي، تينيريفي، أكتوبر 2007

وفي مايو/أيار 2000، أقيمت في كوناكري، غينيا، ورشة عمل حول "حفظ وإدارة الحيتانيات الصغيرة على سواحل أفريقيا". خلال هذه الورشة تم إطلاق فكرة إعداد خطة عمل للحفاظ على الحيتانيات الصغيرة وخراف البحر في غرب إفريقيا. وحضر الاجتماع ممثلو سبع دول من مجموعة الدول الموبوءة (بنين، غينيا الاستوائية، غينيا، ساحل العاج، السنغال، غامبيا وتوغو) إلى جانب خبراء دوليين. اعتمد مؤتمر الأطراف في اتفاقية حفظ الأنواع المهاجرة قرارين (القرار 7.7 و8.5) وتوصية واحدة (التوصية 7.3) في اجتماعيه السابع والثامن في عامي 2002 و2005 على التوالي، لدعم تطوير أداة اتفاقية حفظ الأنواع المهاجرة بشأن هذه الأنواع بالإضافة إلى خطط العمل.

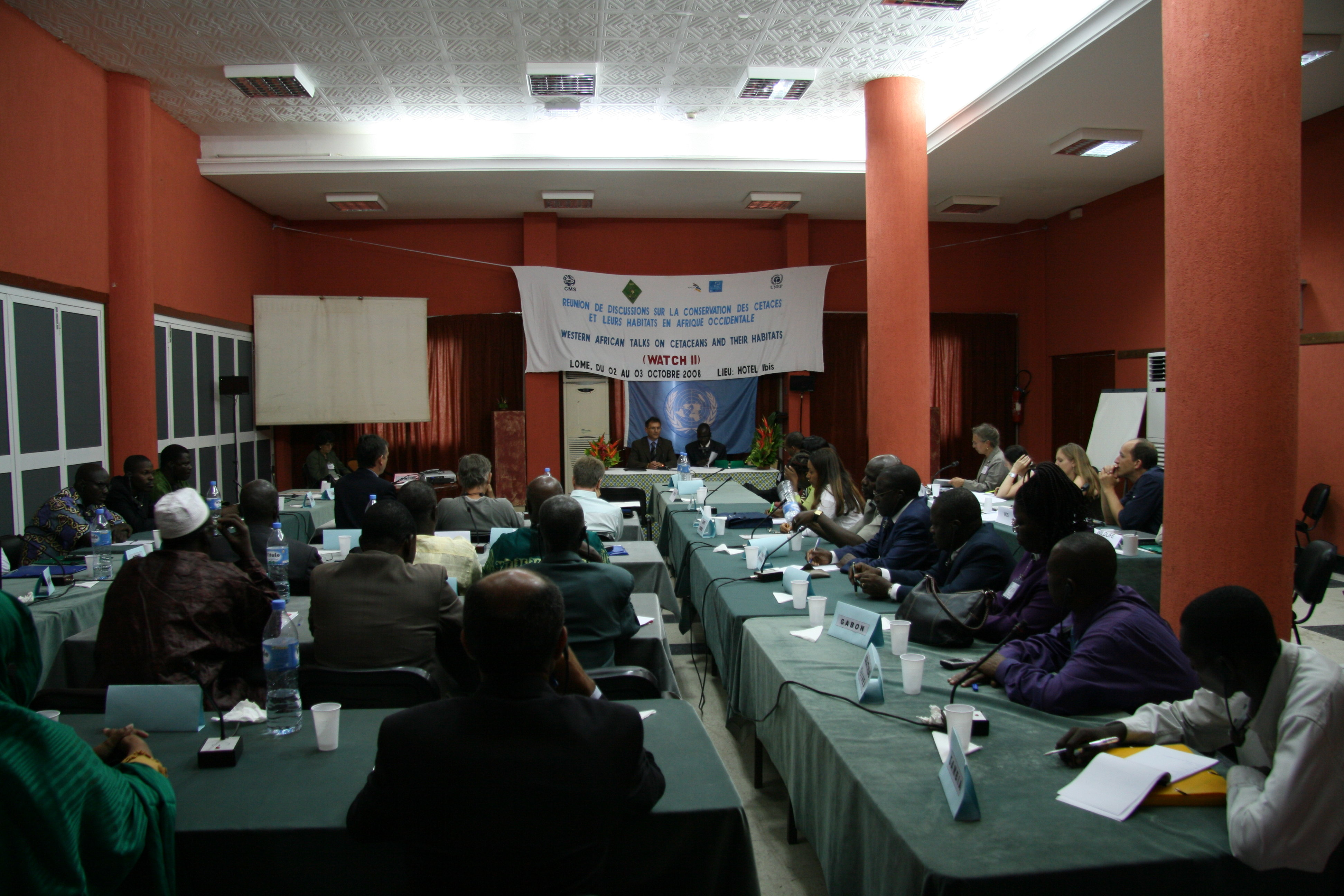
اجتماع المراقبة الثانية، لومي، توغو، أكتوبر 2008

وقد تم التوصل إلى مذكرة تفاهم خلال اجتماع تفاوضي أول، أطلق عليه اسم WATCH I (محادثات غرب أفريقيا بشأن الحيتانيات وموائلها)، والذي عقد في أديجي، تينيريفي، إسبانيا في أكتوبر/تشرين الأول 2007. وبعد مرور عام واحد، في الفترة من 2 إلى 3 أكتوبر/تشرين الأول 2008، انعقد اجتماع WATCH الثاني في لومي، توغو. وفي هذا المؤتمر، جرت المفاوضات النهائية وتوقيع مذكرة التفاهم، بما في ذلك اعتماد خطتي عمل، وهما ملحقان لمذكرة التفاهم. تم التوقيع على مذكرة التفاهم من قبل 15 دولة مشاركة وأربع منظمات ودخلت حيز التنفيذ على الفور. وفي وقت لاحق، وقعت دولتان أخريان من النطاق، فضلاً عن منظمتين، على مذكرة التفاهم، ليصل العدد الإجمالي إلى 23.
الموقعون على مذكرة التفاهم بشأن الثدييات المائية في غرب أفريقيا:
- أنغولا (3 أكتوبر 2008)
- بنين (3 أكتوبر 2008)
- الرأس الأخضر (3 أكتوبر 2008)
- تشاد (3 أكتوبر 2008)
- الكونغو (3 أكتوبر 2008)
- كوت ديفوار (3 أكتوبر 2008)
- غينيا الاستوائية (3 أكتوبر 2008)
- الغابون (3 أكتوبر 2008)
- غانا (3 أكتوبر 2008)
- غينيا بيساو (3 أكتوبر 2008)
- ليبيريا (3 أكتوبر 2008)
- مالي (3 أكتوبر 2008)
- موريتانيا (3 أكتوبر 2008)
- النيجر (3 أكتوبر 2008)
- توغو (3 أكتوبر 2008)
- البرتغال (5 ديسمبر 2008)
- غينيا (8 ديسمبر 2008)

بالإضافة إلى ذلك، وقعت المنظمات التالية على مذكرة التفاهم:
- منظمة الأراضي الرطبة الدولية في أفريقيا[الإنجليزية] (3 أكتوبر 2008)
- صندوق الحياة البرية[الإنجليزية] (3 أكتوبر 2008)
- جي إس إم (جمعية الحفاظ على الثدييات البحرية) (3 أكتوبر 2008)
- أمانة مراكز إدارة المحتوى (3 أكتوبر 2008)
- جمعية المحافظة على الحيتان والدلافين (5 ديسمبر 2008)
- الصندوق العالمي للطبيعة (5 ديسمبر 2008)

## هدف مذكرة التفاهم
الصيد المباشر والعرضي، وتطوير السواحل، والتلوث، والصيد الجائر، وتدهور الموائل هي أكثر التهديدات المباشرة التي تواجه أعداد الثدييات البحرية في غرب أفريقيا، مما يتسبب في انخفاض سريع في أعدادها. تهدف مذكرة التفاهم إلى حماية هذه الأنواع على المستوى الوطني والإقليمي والعالمي. وتشمل الجهود المبذولة لحماية الثدييات البحرية وزيادة الوعي باحتياجاتها للحفظ عقد اجتماعات وإجراء دراسات وأنشطة ميدانية واعتماد صكوك قانونية، فضلاً عن وضع اتفاقات دولية.

## الأنواع المشمولة بمذكرة التفاهم
تحمي مذكرة التفاهم خروف البحر غرب أفريقيا (Trichechus senegalensis) وجميع مجموعات الحيتانيات الصغيرة بما في ذلك دولفين الأحدب الأطلسي المتوطن (Sousa teuszi). ويعتقد أن حوالي ثلاثين نوعًا تعيش في منطقة غرب إفريقيا وماكارونيسيا.

## المكونات الأساسية
انطلاقاً من قلقها إزاء حالة حفظ المناتي والحيتانيات الصغيرة التي تزور بشكل متكرر المياه الساحلية والداخلية لدول المنطقة الواقعة في غرب أفريقيا، قررت دول المنطقة العمل معاً بشكل وثيق لتحقيق والحفاظ على حالة حفظ مواتية لهذه الأنواع وموائلها. ولتحقيق هذه الغاية، ستقوم هذه الدول، بشكل فردي أو جماعي، بما يلي:
1. اتخاذ خطوات بصفتها دولاً ذات نطاق للأنواع المعنية من أجل الحفاظ على الأبقار البحرية والحيتانيات الصغيرة وحماية الأنواع المدرجة في الملحق الأول لاتفاقية حفظ الأنواع المهاجرة (CMS) التي توجد في المنطقة حماية كاملة
2. النظر، حسب الاقتضاء، في التصديق على الصكوك الدولية المتعلقة بالتنوع البيولوجي التي تكمل مقصد مذكرة التفاهم، بما في ذلك على وجه الخصوص اتفاقية حفظ الأنواع المهاجرة (CMS)، أو الانضمام إليها، من أجل تعزيز الحماية القانونية للأنواع
3. سن تشريعات أو تحديثها، حسب الاقتضاء، وإنفاذها من أجل الحفاظ على الأنواع المعنية
4. تنفيذ أحكام خطط العمل المرفقة كملحقات بمذكرة التفاهم
5. تيسير التبادل السريع للمعلومات العلمية والتقنية والقانونية اللازمة لتنسيق تدابير الحفظ، والتعاون مع الخبراء المعترف بهم والمنظمات المتعاونة لتيسير العمل المنجز فيما يتعلق بخطط العمل
6. تقييم تنفيذ مذكرة التفاهم وخطط العمل في اجتماعات دورية
7. تقديم تقارير دورية إلى الأمانة العامة عن تنفيذ مذكرة التفاهم

دخلت مذكرة التفاهم حيز التنفيذ بعد توقيع الدولة السابعة من دول النطاق (3 أكتوبر 2008) وستظل سارية المفعول إلى أجل غير مسمى، مع احتفاظ أي دولة موقعة بالحق في إنهاء مشاركتها عن طريق إرسال إشعار خطي قبل عام واحد إلى جميع الدول الموقعة الأخرى.

## الاجتماعات
تُنظم اجتماعات الموقعين بانتظام لمراجعة حالة حفظ المناتي والحيتانيات الصغيرة وتنفيذ مذكرة التفاهم وخطط العمل. كما تُقدم التقارير الوطنية من قبل كل موقع على حدة وتقرير يُعده الأمانة. وحتى أغسطس 2012، لم يُعقد بعد الاجتماع الأول للموقعين.

## الأمانة العامة
وتعمل أمانة اتفاقية الأنواع المهاجرة (CMS) – التي تقع في بون بألمانيا – بمثابة أمانة مذكرة التفاهم. تنظم الأمانة العامة الاجتماعات الدورية وتعد تقريرا شاملا يتم إعداده على أساس المعلومات المتاحة لها.

## خطط العمل
يرافق مذكرة التفاهم خطتا عمل، واحدة خاصة بالمناتي والأخرى خاصة بالحيتانيات الصغيرة.
تهدف خطة أكتون الخاصة بحيوان خروف البحر الأفريقي، وهي الخطة الأقل دراسة من بين خطط السيرينيات، إلى تحسين التشريعات الخاصة بحماية حيوان خروف البحر، وتحسين البحوث التطبيقية، وتقليل الضغوط، وتعزيز التقدير الواسع للحيوان وقيمته البيئية والثقافية من خلال التواصل والتعليم.
تتضمن خطة العمل الخاصة بالحيتانيات الصغيرة ثمانية أقسام موضوعية: التعاون والتنسيق على المستوى الوطني والإقليمي والدولي؛ التشريعات والسياسات؛ حماية النظام البيئي/الموائل؛ الحد من التهديدات؛ البحث والرصد؛ بناء القدرات؛ التعليم والتوعية؛ السياحة القائمة على الحيتانيات الصغيرة.

## الأنشطة
ويجري استكشاف الإمكانيات لتطوير خطط التنفيذ دون الإقليمية، ربما من خلال ورشة عمل واحدة أو أكثر وربما بالتعاون مع جامعة غانا. وفي الوقت نفسه، وضعت غينيا خطط عمل تستند إلى تلك الواردة في مذكرة التفاهم لاستخدامها في سياقها الخاص على المستوى الوطني. وتقوم هيئة الحفاظ على الحيتانيات في جزر المحيط الهادئ بتطوير أداة قاعدة بيانات مصممة على غرار مذكرة التفاهم الخاصة بالحيتانيات في جزر المحيط الهادئ. علاوة على ذلك، تم إجراء مسح استكشافي للحيتانيات وحالتها في الكاميرون في عام 2011، بدعم من برنامج المنح الصغيرة التابع لاتفاقية الأنواع المهاجرة. وأخيرا، يجري استكشاف مشروعين، أحدهما لتطوير مشروع لصندوق البيئة العالمي لتنفيذ مذكرة التفاهم، والآخر لإنشاء مجموعة استشارية فنية لمذكرة التفاهم.

## وصلات خارجية
- اتفاقية الأنواع المهاجرة من الحيوانات البرية (CMS)
- مذكرة تفاهم بشأن الثدييات المائية في غرب أفريقيا
- جمعية الحفاظ على الحيتان والدلافين
- قائمة محدثة بأسماء الموقعين على مذكرة التفاهم/ورقة الملخص